# 森嶌昭夫
森嶌 昭夫（もりしま あきお、1934年11月14日 - 2024年5月26日）は、日本の法学者。名古屋大学名誉教授。加藤一郎門下。元損害保険料率算出機構理事長。日本の法整備支援の草分け的存在。

## 来歴・人物
1934年、平壌にて出生。東京都出身。1958年3月、東京大学法学部卒業（法学士）、同年4月、東京大学法学部助手、1968年、ハーバード・ロー・スクール大学院修了（LL.M.）。
2024年5月26日に名古屋市天白区の自宅にて病気のため死去。89歳没。

### 略歴
《主要な出典：》
- 1961年4月 - 名古屋大学法学部助教授
- 1971年4月 - 名古屋大学法学部教授
- 1976年7月 - ハーバード大学ハーバード・ロー・スクール客員教授（1977年8月まで）
- 1980年7月 - カナダ・ブリティッシュコロンビア大学法学部客員教授（同年12月まで）
- 1988年4月 - 名古屋大学法学部長（1990年3月まで）
- 1991年2月 - オランダ・ライデン大学日本研究所客員教授（同年5月まで）
- 1992年4月 - 名古屋大学大学院国際開発研究科教授併任
- 1994年4月 - 名古屋大学大学院国際開発研究科長
- 1996年4月 - 上智大学法学部教授、（同年）名古屋大学名誉教授
- 1997年1月 - 環境科学会会長（1998年12月まで）[7]
- 1998年4月 - 財団法人地球環境戦略研究機関理事長（2007年3月まで）[8]
- 1999年4月 - 上智大学地球環境研究所所長（2000年3月まで）[9]
- 2001年1月 - 環境省中央環境審議会会長[10]（2004年12月まで）、内閣府原子力委員（2004年1月まで）[11]
- 2002年7月 - 損害保険料率算出機構理事長（2014年6月まで）
- 2005年10月 - 特定非営利活動法人日本気候政策センター理事長
- 2005年7月 - 資源エネルギー調査会電気事業分科会原子力部会委員[12]、資源エネルギー調査会電気事業分科会原子力部会放射性廃棄物小委員会委員長[13]
- 2007年4月 - 財団法人地球環境戦略研究機関特別顧問
- 2013年11月 - 瑞宝中綬章受章[14][3]

## 著書

### 単著
- 『不法行為法講義』有斐閣 法学教室全書 1987

### 編・共編
- 『民法 2 債権』編 日本評論社 1977
- 『子どもの事故の法律相談 園事故の法律責任・示談から安全対策まで』富島照男共編 中央法規出版 1982
- 『医療と人権 医師と患者のよりよい関係を求めて』加藤一郎共編 有斐閣 1984
- 『カナダ法概説』ケネス・M.リシック共編 有斐閣 ジュリスト選書 1984
- 『現代社会と市民の法』加藤一郎共著 日本放送出版協会 NHK市民大学 1985
- 『現代社会と民法学の動向 加藤一郎先生古稀記念』星野英一共編 有斐閣 1992
- 『民法 6 債権各論 2』編著 日本評論社 別冊法学セミナー 1992
- 『製造物責任法データファイル』製造物責任制度研究会共編 第一法規出版 1994
- 『環境問題の行方』大塚直,北村喜宣共編 有斐閣 ジュリスト増刊 新世紀の展望 1999
- 『変動する日本社会と法 加藤一郎先生追悼論文集』塩野宏共編 有斐閣 2011
- 『ビジネス法務の基礎』前田庸,紋谷暢男,蓑輪靖博,尾島茂樹,笈川達男,粕谷和生,藤巻義宏共著 実教出版 2016

### 翻訳
- アメリカ法律協会編『米国第3次不法行為法リステイトメント(製造物責任法)』監訳 山口正久訳 木鐸社 2001

### 記念論文集
- 『不法行為法の現代的課題と展開 森島昭夫教授還暦記念論文集』淡路剛久ほか編 日本評論社 1995

## 門下生
- 新美育文 - 明治大学名誉教授